# Östermalm, Västerås
Östermalm är en  stadsdel i det administrativa bostadsområdet Centrala staden i Västerås. I Östermalm finns höghuset Skrapan, ett centralt beläget bostadsområde, en kyrkogård och ett industriområde.
De äldre bostäderna är ritade i början av 1900-talet, till exempel de klassiska kvarteren Josef, Ivar och Kåre, de två senare ritade av stadsarkitekt Erik Hahr samt de tre lamellhusen "Gula faran" vid Utanbygatan. Därtill har det byggts nya hus, attraktiva på grund av det centrala läget. Kyrkogården heter Östra Kyrkogården, där det finns ett fint kapell. 
Industriområdet byggdes av Asea med start i början av 1900-talet. I industriområdet finner man Ottarkontoret, "glashuset" Melkerkontoret med torg och stor fontän, och den jättelika Mimerverkstaden längs med Karlsgatan och Stora Gatan. Där ligger Västmanlands läns museum och Västerås konstmuseum, ett flertal skolor, gym och andra verksamheter. Fler bostäder är under byggnad. I mitten finns ett parkeringshus.
Området avgränsas av Östra Ringvägen, Södra Ringvägen och Kopparbergsvägen.
Området gränsar i norr till Herrgärdet, i öster till Kopparlunden, i söder till Kungsängen och i väster till Centrum.